# Огонёк (Оренбургская область)
Огонёк — посёлок в Асекеевском районе Оренбургской области. Входит в состав Красногорского сельсовета.

## География
Посёлок находится около Бабинцевского обрыва, на расстоянии 41 км к югу от села Асекеево, административного центра района.

### Часовой пояс
Посёлок Огонёк, как и вся Оренбургская область, находится в часовой зоне МСК+2. Смещение применяемого времени относительно UTC составляет +5:00.

## Население
| 2010 |
| ---- |
| 45   |